# Hymenocephalus billsam
Hymenocephalus billsam är en fiskart som beskrevs av Marshall och Iwamoto, 1973. Hymenocephalus billsam ingår i släktet Hymenocephalus och familjen skolästfiskar. Inga underarter finns listade i Catalogue of Life.